# Volvo FL

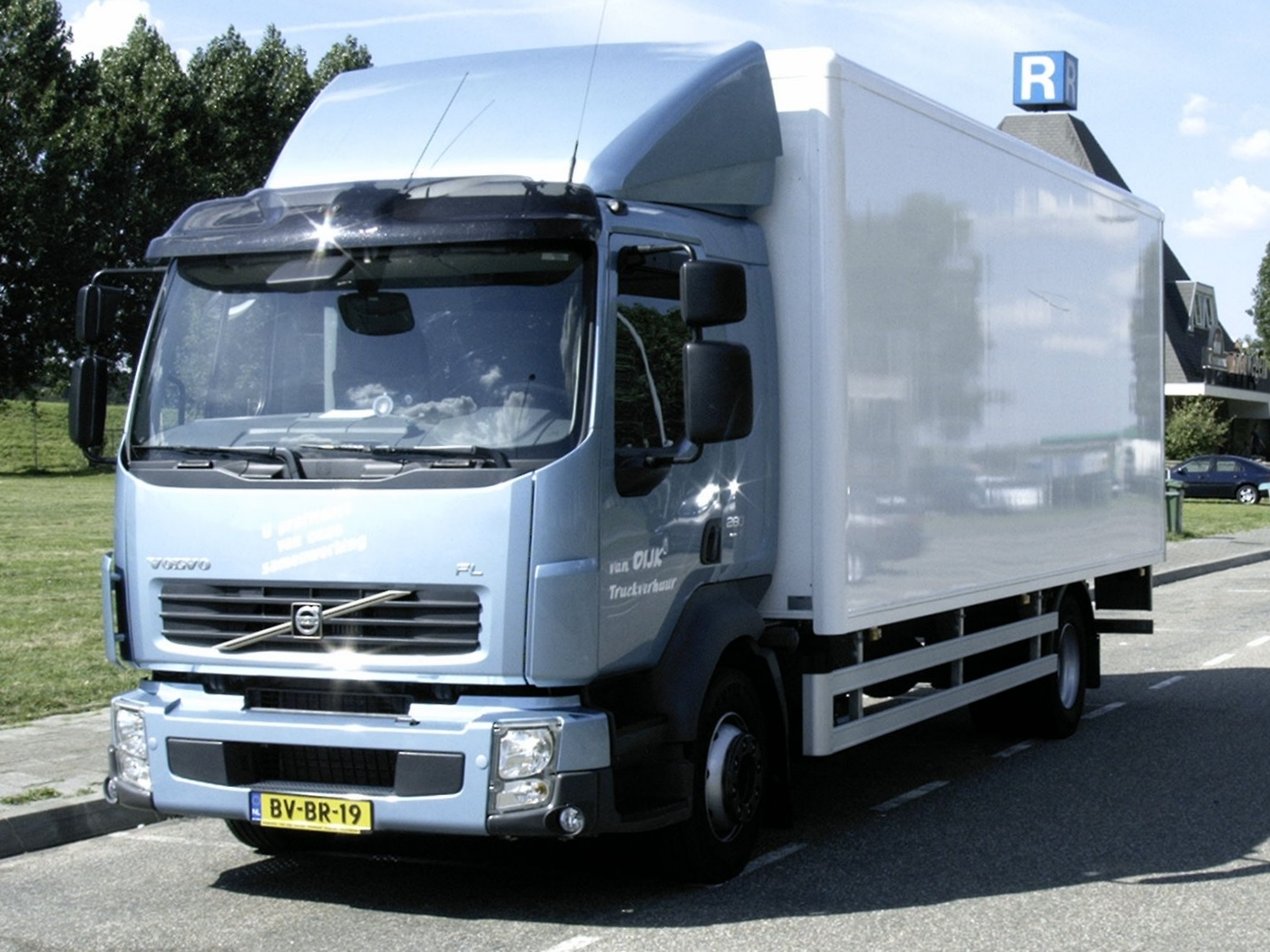
Volvo FL Europese serie

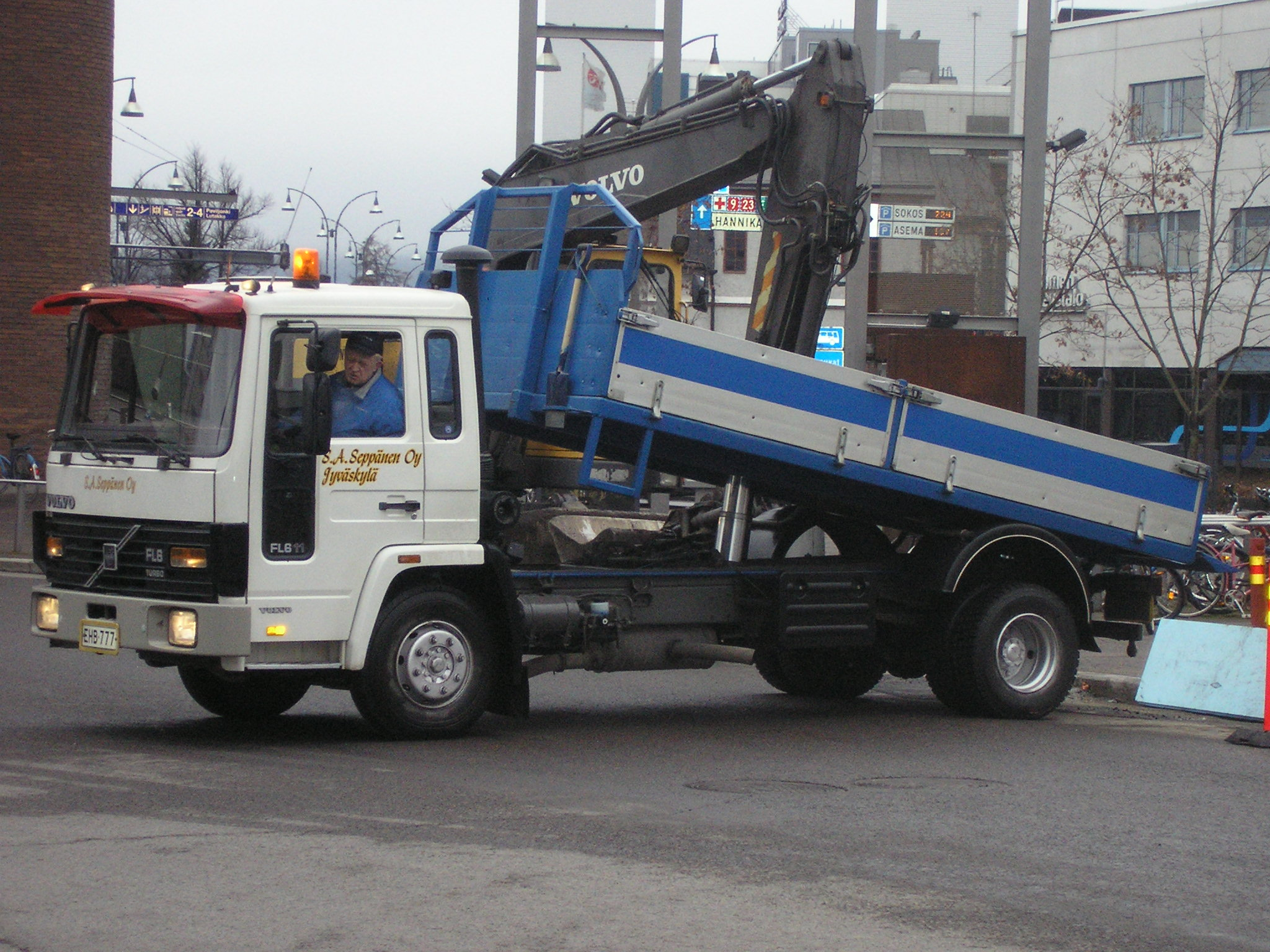
Volvo FL6-kiepwagen

De Volvo FL is een vrachtwagentype van het merk Volvo.
FL is het lichtste type van Volvo en richt zich vooral op het snelle distributievervoer. Het model is leverbaar in drie soorten cabines, en heeft een maximaal gewicht tussen de 12 en de 18 ton. Met een 7,2 liter motor met 240, 260 of 290 pk. Hij heeft vrijwel dezelfde cabine als de DAF LF en de Renault Midlum. De FL wordt in Engeland nog veel gebruikt als brandweerwagen.
Bij het oude type waren er nog vijf verschillende motoren, namelijk de FL4, FL6, FL7, FL10 en de FL12. Dit verwees naar de motorinhoud. Deze serie kreeg de titel Truck van het jaar. Sinds de introductie van de tweede generatie is er alleen een 7,2 liter motor en is de aanduiding vervallen.
Ook zijn veel componenten gebruikt voor een aantal andere typen, namelijk de FS7 en de FLC; de FLC was de lichtste truck in het Volvosegment en FS7 voor distributie in de drukke stad.